# Henri Sauguet
Œuvres principales
Les Forains, La Chartreuse de Parme, Les Caprices de Marianne
Henri Sauguet, de son vrai nom Henri-Pierre Poupard, né le 18 mai 1901 à Bordeaux et mort le 22 juin 1989 à Paris, est un compositeur français.

## Biographie
Henri-Pierre Poupard naît le 18 mai 1901 à Bordeaux, dans une famille installée au numéro 6 de la rue Leyteire. Dès l'âge de cinq ans, il reçoit de sa mère, Élisabeth Sauguet, dont il adopte plus tard le nom comme pseudonyme, et de Marie Bordier ses premières leçons de piano. Puis, il suit les cours de Mlle Loureau de la Pagesse, organiste de chœur de l'église Sainte-Eulalie de Bordeaux, sa paroisse. La musique d'église et plus spécialement l'orgue ont  marqué sa jeunesse. Il a été élève de Paul Combes, titulaire de l'orgue de l'église Notre-Dame et a occupé le poste d'organiste de l'église Saint-Vincent de Floirac de 1916 à 1922. « L'orgue ! Le rêve de ma jeune existence » écrit-il dans son ouvrage autobiographique, La Musique, ma vie.
Autre influence décisive, celle de Claude Debussy. Il le découvre avec La Fille aux cheveux de lin, jouée à l'orgue de l'église Saint-Louis des Chartrons. 
La mobilisation de son père en 1915 l'oblige à s'occuper de la mercerie familiale ; il est l'aîné, son frère est trop jeune, et sa mère trop inquiète délaisse la responsabilité de leur commerce. Une fois son père revenu après avoir été blessé, Henri devient employé à la Préfecture de Montauban en 1919-1920. Il se lie d'amitié avec Joseph Canteloube qui lui enseigne la composition. 
Revenu à Bordeaux, Sauguet fonde le « groupe des Trois » avec Louis Émié et Jean-Marcel Lizotte dans le but de faire entendre la musique la plus récente et libre de toute influence. Leur premier concert a lieu le 12 décembre 1920 avec des partitions du « groupe des Six » (Arthur Honegger, Francis Poulenc, Darius Milhaud, Georges Auric, Louis Durey, Germaine Tailleferre), d'Erik Satie et du « groupe des Trois » avec comme œuvre de Sauguet sa Danse nègre et sa Pastorale pour piano.
Dès octobre 1921, il se fixe à Paris pour compléter sa formation musicale avec Charles Koechlin et travaille comme secrétaire du musée Guimet, tout en étant représentant d'une maison d'huiles de graissage.
En 1923, il fonde avec trois autres jeunes musiciens (Henri Cliquet-Pleyel, Roger Désormière et Maxime Jacob) l'École d'Arcueil par amitié pour Erik Satie qui demeurait dans cette commune. Le 25 octobre 1923, ils présentent au théâtre des Champs-Élysées leur premier concert.
La carrière parisienne individuelle de Sauguet démarre en 1924 par le ballet Les Roses, écrit à la demande du comte Étienne de Beaumont, et continue avec un opéra-bouffe en un acte intitulé Le Plumet du colonel. Il intègre les cercles de la musique nouvelle et collabore, notamment, avec des hommes de théâtre comme Charles Dullin (Irma en 1926) et Louis Jouvet (Ondine en 1939, La Folle de Chaillot en 1945). En 1927, il compose la musique du ballet La Chatte pour les Ballets russes. Il s'impose avec des opéras-bouffes (La Contrebasse, en 1930), des opéras et opéras-comiques (La Chartreuse de Parme en 1939, La Gageure imprévue en 1942, Les Caprices de Marianne d'après Musset en 1954), quatre symphonies dont la Symphonie expiatoire (1947) à la mémoire des victimes de la Seconde Guerre mondiale, deux concertos pour piano, deux concertos pour violon, une Mélodie concertante pour violoncelle et orchestre en 1964, de la musique de chambre (Quatuor à cordes pour deux violons, alto et violoncelle, 1948), la suite symphonique Tableaux de Paris (1950). Il participe également à l'écriture, en 1952, de La Guirlande de Campra.
Il travaille aussi activement entre 1933 et 1965 pour le cinéma et la télévision : L'Épervier (1933) et L'Honorable Catherine (1942) de Marcel L'Herbier, Premier de cordée (1944) de Louis Daquin, Les amoureux sont seuls au monde (1948) d'Henri Decoin, Clochemerle (1948) de Pierre Chenal, Don Juan (1956) de John Berry, Lorsque l'enfant paraît (1956) de Michel Boisrond, Les Compagnons de Baal (1968) de Pierre Prévert, etc.
Il compose vingt-sept ballets entre 1924 et 1965, dont La Chatte (1927), La Nuit (1929), Mirages (1943), La Dame aux camélias (1957) et Pâris (1964). Les Forains, créé le 2 mars 1945 au théâtre des Champs-Élysées sur un argument de Boris Kochno, connaît un succès immédiat et lance son jeune chorégraphe, Roland Petit.
Il manifeste à partir de Soliloque (1958), un réel intérêt pour la guitare, pour laquelle il compose Six pièces faciles pour flûte et guitare (1967), Trois préludes (1970) et Musique pour Claudel (1975).

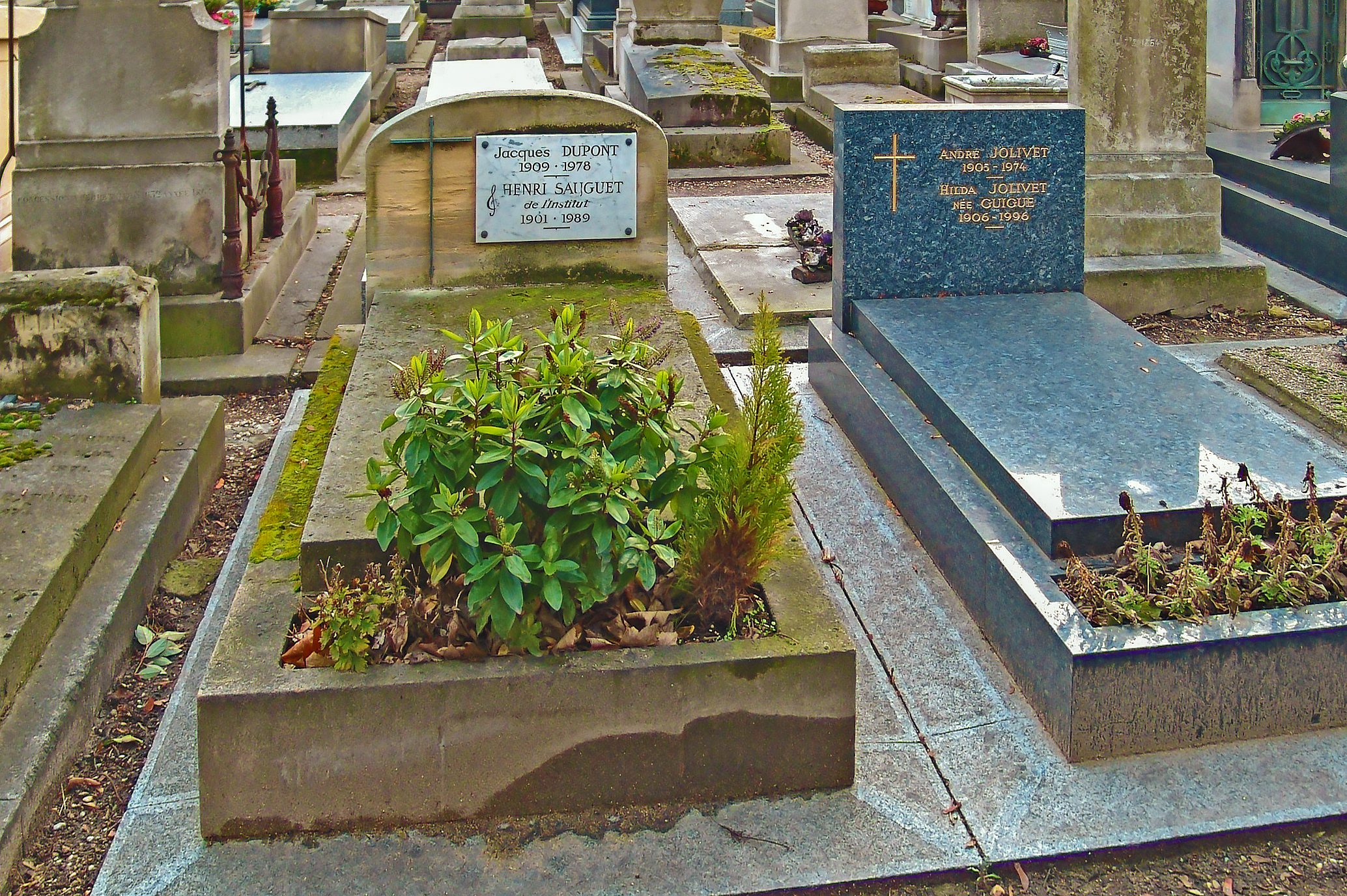
Tombe d'Henri Sauguet, cimetière de Montmartre, Paris

Henri Sauguet disait de son art : « Être simple en usant d'un langage complexe n'est pas facile. Il faut écouter le conseil de Rameau qui prescrivait de cacher l'art par l'art même et croire avec Stendhal que seules les âmes vaniteuses et froides confondent le compliqué, le difficile, avec le beau. »
Il est élu à l'Académie des beaux-arts en 1976. Il préside durant de nombreuses années la Société des auteurs et compositeurs dramatiques et l'association Una Voce.
Henri Sauguet fut le compagnon du peintre et scénographe Jacques Dupont jusqu'à la mort de celui-ci en 1978,. Le compositeur meurt le 22 juin 1989 dans le 9e arrondissement de Paris. Il est inhumé dans la même sépulture que celle de son ancien compagnon au cimetière de Montmartre (division no 27), à proximité immédiate d'un autre compositeur, André Jolivet.
En 1958, Henri Sauguet pose pour le sculpteur Boulogne (1926-1992) qui réalise son buste. Le plâtre original de l'artiste est conservé au Musée du Plâtre / Aux Musées Réunis de Cormeilles-en-Parisis.

## Décorations
- Officier de la Légion d'honneur
- Grand officier de l'ordre national du Mérite
- Commandeur de l'ordre des Arts et des Lettres
- Officier de l'ordre de Léopold[9]

## Publication
- La Musique, ma vie, Paris, Éditions Séguier, 2001, 438 p.,  (ISBN 2-84049-237-7) (BNF 37656179)

## Discographie

### Musique de chambre
- Pièces pour piano : 3 Françaises, 3 Nouvelles Françaises, Feuillets d'album…, Billy Eidi (piano) (Discover 1987)
- Choral varié pour accordéon de concert (Ed. Choudens 1972)
- 12 pièces inédites pour piano : Pastorale de septembre, Hommage à Chostakovitch…, Isabelle Oehmichen (piano) (Marcal 1994)
- Pièces pour 2 pianos : Les Jeux de l'amour et du hasard, Concert des mondes souterrains, Valse brève, Gisèle et Chantal Andranian (pianos) (SBCD 1989)
- Les Amitiés musiciennes : Sonatine aux bois, Sonate crépusculaire, Golden Suite (Sonpact 1991)

### Musique concertante
- Mélodie concertante pour violoncelle et orchestre, Mstislav Rostropovitch (violoncelle) - Orchestre symphonique de l'URSS, dir. Henri Sauguet (Russian Disc, 1964) ; Benjamin Britten : Symphonie concertante pour violoncelle et orchestre, op. 68
- Concerto no 1 en la mineur pour piano et orchestre, Vasso Devetzi (piano), Orchestre symphonique de la Radio de l'URSS, dir. Guennadi Rojdestvenski (Chant du monde 1961/1963) ; Gabriel Fauré : Ballade pour piano et orchestre, Nocturne no 1, Impromptu no 2
- Garden Concerto, Sonate d’église, L'oiseau a vu tout cela, Michel Piquemal (baryton), Jacques Vandeville (hautbois), Jean-Patrice Brosse (orgue), Ensemble instrumental Jean-Walter Audoli, dir. Jean-Walter Audoli (Arion, 1988)

### Musique symphonique
- Les 4 Symphonies, solistes, chœurs et orchestre symphonique de Moscou, dir. Antonio de Almeida (Naxos 1995)

### Musique vocale
- Les Caprices de Marianne, Andrée Esposito, Camille Maurane, orchestre Radio-lyrique, dir. Manuel Rosenthal (Solstice 1959)
- La Chartreuse de Parme, Geneviève Moizan, Denise Scharley, Joseph Peyron, Xavier Depraz…, chœur et orchestre philharmonique de la RTF, dir. Manuel Rosenthal (INA Mémoire vive, rééd. 2012)
- Plus loin que la nuit et le jour, cantate pour ténor solo et chœur mixte a cappella, Jean-Paul Fouchécourt (ténor), Groupe vocal de France, dir. John Alldis (EMI 1991) ; Claude Debussy, Darius Milhaud, Maurice Ravel, Florent Schmitt
- 6 Mélodies sur les poèmes symbolistes, L'Espace du dedans, Force et Faiblesse, Visions infernales, Jean-François Gardeil (baryton), Billy Eidi (piano) (Timpani)
- Enregistrements inédits : Sonate pour violoncelle, Les Jeux de l'amour et du hasard, 4 poèmes de Schiller, Aspect sentimental, Visions infernales, La Chèvrefeuille, Hugues Cuénod (ténor), Irène Joachim (soprano), Gérard Souzay (baryton), Raphael Sommer (violoncelle), Jeanne-Marie Darré, Jacques Février (pianos), dir. Henri Sauguet (INA 1948-1986)

### Musique de film
- Sur les chemins de Lamartine, documentaire de Jean Tedesco (1941)
- Premier de cordée, film de Louis Daquin (1944)
- Farrebique, film de Georges Rouquier (1946)
- Clochemerle, de Pierre Chenal (1948), orchestre des concerts Colonne, dir. Georges Tzipine (EMI 1958) ; musiques de films de Jean Françaix, Arthur Honegger, Maurice Thiriet
- Les Amoureux sont seuls au monde, film de Henri Decoin (1948)
- Tu es Pierre, documentaire de Philippe Agostini (1959)
- Paul Valéry documentaire de Roger Leenhardt (1960)
- Les Compagnons de Baal, série télévisée de Pierre Prévert (1968)

### Ballets
- Les Forains, orchestre des concerts Lamoureux, dir. Henri Sauguet (Chant du monde 1963) ; Darius Milhaud : Suite provençale ; Francis Poulenc : Aubade
- La Chatte, orchestre de l'Opéra de Monte-Carlo, dir. Igor Markevitch (Guilde du disque 1972) ; Georges Auric : ballets ; Darius Milhaud ; Francis Poulenc ; Erik Satie

### Autre
- Musique de l'exposition Le Théâtre de la Mode, 1945[10]
- Musique pour le poème Par delà les étoiles de Jean-Louis Vallas.
- Golden suite, New York Brass Quintett, 1968[11]